# Karl Weierstrass
Karl Theodor Wilhelm Weierstrass (Weierstraß) (n. 31 octombrie 1815, Ostenfelde⁠(d), Regatul Prusiei, Imperiul German – d. 19 februarie 1897, Berlin, Imperiul German) a fost un matematician german, considerat părintele analizei matematice. A continuat lucrările lui Cauchy privind numerele iraționale, redându-le o nouă abordare. Cele mai celebre lucrări ale sale sunt cele din domeniul funcțiilor eliptice.
A introdus termenul de punct de acumulare (1860) și a formulat ceea ce ulterior avea să fie denumită teorema Weierstrass-Bolzano.
Este primul care a dat un exemplu de funcție continuă care nu este derivabilă în niciun punct.

## Legături externe
- Materiale media legate de Karl Weierstrass la Wikimedia Commons
- O'Connor, John J.; Robertson, Edmund F., „Karl Weierstrass”, MacTutor History of Mathematics archive, University of St Andrews.
- Karl Weierstrass at the Mathematics Genealogy Project
- Digitalized versions of Weierstrass's original publications are freely available online from the library of the Berlin Brandenburgische Akademie der Wissenschaften.
- Lucrări de Karl Weierstrass la Proiectul Gutenberg
- Opere de sau despre Karl Weierstrass la Internet Archive
- Karl Weierstraß (zbMATH Open)